# Stade Brestois 29 2014-2015
Questa voce raccoglie le informazioni riguardanti lo Stade Brestois 29 nelle competizioni ufficiali della stagione 2014-2015.

## Rosa
| N. |                    | Ruolo | Calciatore          |
| -- | ------------------ | ----- | ------------------- |
| 1  | Francia (bandiera) | P     | Alexis Thébaux      |
| 2  | Francia (bandiera) | D     | Stéphane Tritz      |
| 3  | Francia (bandiera) | D     | Simon Falette       |
| 4  | Francia (bandiera) | D     | Johan Martial       |
| 5  | Francia (bandiera) | D     | Brendan Chardonnet  |
| 6  | Francia (bandiera) | C     | Bruno Grougi        |
| 7  | Francia (bandiera) | C     | Abel Khaled         |
| 9  | Francia (bandiera) | C     | Bryan Pelé          |
| 10 | Marocco (bandiera) | C     | Chahir Belghazouani |
| 11 | Francia (bandiera) | C     | Gaëtan Laborde      |
| 12 | Francia (bandiera) | A     | Alexandre Alphonse  |
| 13 | Francia (bandiera) | D     | Wilfried Moimbé     |
| 14 | Mali (bandiera)    | A     | Mamadou Samassa     |
| 15 | Francia (bandiera) | D     | Gaëtan Belaud       |

| N. |                        | Ruolo | Calciatore            |
| -- | ---------------------- | ----- | --------------------- |
| 17 | Francia (bandiera)     | C     | Jason Ranneaud        |
| 18 | Francia (bandiera)     | A     | Gaëtan Courtet        |
| 19 | Francia (bandiera)     | C     | Alexandre Cuvillier   |
| 20 | Francia (bandiera)     | A     | William Sea           |
| 21 | Mali (bandiera)        | C     | Cheick Doumbia        |
| 22 | Mali (bandiera)        | C     | Birama Touré          |
| 23 | Francia (bandiera)     | C     | Manuel Perez          |
| 25 | Francia (bandiera)     | C     | Johann Ramaré         |
| 29 | Marocco (bandiera)     | A     | Youssef Adnane        |
| 30 | Martinica (bandiera)   | P     | Joan Hartock          |
|    | Algeria (bandiera)     | C     | Bilal Hamdi           |
|    | Francia (bandiera)     | A     | Steven Joseph-Monrose |
|    | Italia (bandiera)      | C     | Cristian Battocchio   |
|    | Paesi Bassi (bandiera) | A     | Melvin Platje         |